# 1969 en France
Chronologie de la France
- 1965
- 1966
- 1967
- 1968
- 1969
- 1970
- 1971
- 1972
- 1973

Cet article présente les faits marquants de l'année 1969 en France.

## Événements

### Janvier
- Agitation lycéenne et étudiante[1].
- 8 janvier : trois policiers sont blessés à Bordeaux lors d'une manifestation organisée par les comités d'action lycéens[2].
- 9 janvier : décret de création de la Fondation de France[3].
- 17 janvier : Georges Pompidou fait savoir en privé à Rome qu'il serait éventuellement candidat à la présidentielle[1].
- 22 janvier : le général de Gaulle annonce en conseil des ministres à l’Élysée « J'ai le devoir et l'intention de remplir ce mandat jusqu'à son terme »[1].
- 23 janvier : saccage du rectorat de Paris[2].

### Février
- 2 février : discours de Quimper ; le général de Gaulle annonce au cours d'un voyage officiel en Bretagne qu’un référendum sur la réforme des régions et la transformation du Sénat aura lieu au printemps[4].
- 3 février : Alain Poher rejette la réforme du Sénat[1].
- 3-17 février : affaire du forcené de Cestas. Un père divorcé prend en otages deux de ses enfants et les tue avant de se suicider lors de l'assaut de la gendarmerie[5].
- 11 février : incidents à la Sorbonne, occupée pendant une nuit par des enseignants[2].
- 12 février : l'Union nationale interuniversitaire (UNI) est officiellement créée[6].
- 13 février : une réunion d'information organisée à La Tour-du-Pin, en Isère, aboutit à la fondation par Gérard Nicoud du CID-UNATI, pour la défense des artisans et des travailleurs indépendants[7].
- 19 février : la France se retire jusqu'à nouvel ordre de l'UEO[8].
- 21 février : Le Figaro et le Washington Post publient des articles sur l'entretien du 4 février entre le général de Gaulle et l'ambassadeur britannique Christopher Soames. Début de l'affaire « Soames », polémique qui oppose le gouvernement français et le Foreign Office qui rend publiques des propositions confidentielles du général pour relancer l'Europe autour des grandes puissances, France, Angleterre, Allemagne et Italie[9].
- 24 février-4 mars : grève à l’usine Renault du Mans[10].
- 27 février : journée d'action de l'UNEF et du SNESUP contre la « répression à l'université »[2].

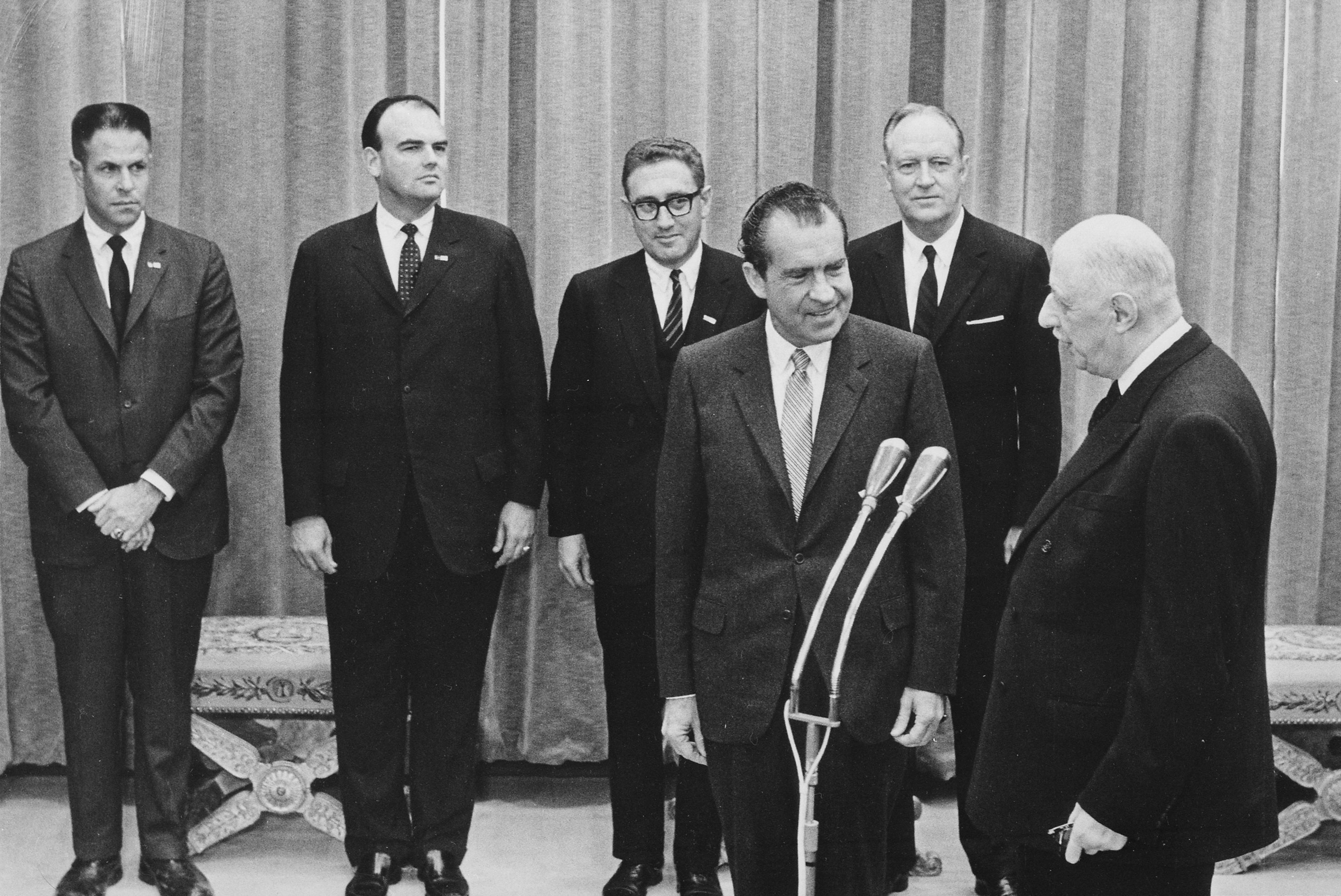
Nixon et De Gaulle à Paris le 2 mars 1969.

- 28 février-2 mars : voyage officiel en France de Richard Nixon, président des États-Unis[11].

### Mars
- 2 mars : premier vol du Concorde[12].

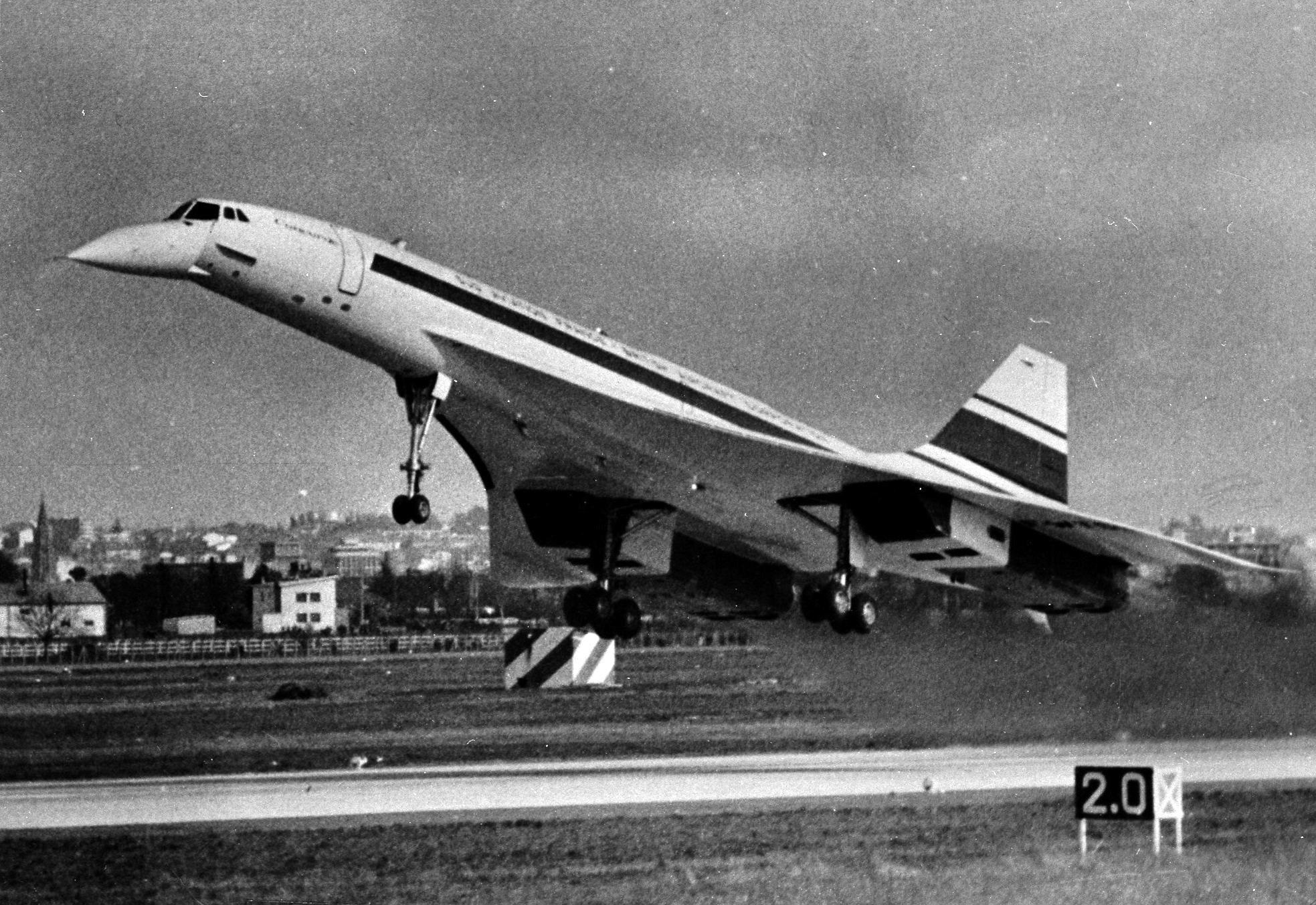
Premier vol de Concorde.

- 24 mars : le gouvernement décide de limiter la vitesse sur 1 600 km de routes nationales, à titre expérimental[13].
- 31 mars : le ministre de l'Équipement Albin Chalandon lance un Concours international de la maison individuelle[14]  qui conduit à la construction de 70 000 pavillons individuels bon marché, les « chalandonnettes »[15].

### Avril
- 22 ou 23 avril : Jean Tiberi, député gaulliste, est agressé par des militants du CAL du lycée Louis-le-Grand[16].
- 27 avril : référendum sur la réforme du Sénat et la régionalisation, rejetée par 52,41 % des suffrages exprimés[1].
- 28 avril : fidèle à sa conception du peuple souverain, Charles de Gaulle, à la suite du rejet du référendum, annonce sa démission[1]. Alain Poher, le président du Sénat, assure l'intérim.

### Mai
- 4 mai : congrès fondateur du Nouveau Parti Socialiste à Alfortville[17].
- 10 mai : le général de Gaulle se rend en Irlande[1].
- 16 mai : quatrième semaine de congés payés[18].
- 30 mai: première de la comédie musicale Hair au Théâtre de la Porte-Saint-Martin[19].

### Juin
- 1er juin : la gauche divisée est éliminée au premier tour de la présidentielle[20].
- 15 juin : élection présidentielle, Georges Pompidou est élu avec 58,2 % des suffrages contre 41,8 % pour Alain Poher[1].
- 20 juin : investiture de Georges Pompidou. Sa présidence est marquée par un volontarisme étatique, où l’État développe, avec succès, une politique de modernisation industrielle[21].
- 21 juin : Jacques Chaban-Delmas Premier ministre, forme le gouvernement ; Valéry Giscard d'Estaing revient aux finances[1].
- 26 juin : Achille Peretti est élu Président de l’Assemblée nationale[22].

### Juillet
- 11 au 13 juillet : congrès d'Issy-les-Moulineaux ; la SFIO devient le Parti socialiste (PS)[1].
- 20 juillet : Eddy Merckx remporte son premier tour de France[23].

### Août
- 7 août : le ministère de l'Éducation nationale supprime les classes du samedi après-midi à l’école primaire ; la semaine est ramenée de 30 à 27 heures, le « tiers-temps pédagogique » est établi[24].
- 8 août : dévaluation de 11,1 % du franc[1] ; la hausse des salaires décidée en 1968 après un mois de grève générale en mai est compensée par le gouvernement qui dévalue la monnaie, le but étant d'effacer la perte de productivité induite qui se répercutait sur la balance commerciale.

### Septembre
- 1 septembre : Suicide de Gabrielle Nogues née Russier, professeure de français et de latin au lycée Nord de Marseille,condamnée pour détournement de mineur après sa relation avec un élève
- 3 septembre : le ministre des Finances Valéry Giscard d'Estaing expose devant la Commission des Finances de l'Assemblée son plan de redressement économique et financier[25].
- 16 septembre : présentation du projet de « Nouvelle société » par le Premier ministre Jacques Chaban-Delmas devant les députés[1]. Il pratique avec Jacques Delors une politique de réforme et d’ouverture, et négocie avec les syndicats sur les conditions de travail et les rémunérations. Le plan d’assainissement du ministre des Finances Valéry Giscard d'Estaing est mis en application. Nouveau blocage des salaires et des prix pour lutter contre l'inflation.

### Octobre
- 2-12 octobre : Salon de l'automobile de Paris[26] ; lancement de la Renault 12[27].
- 16 octobre : Marcel Boiteux, Directeur général d’EDF, annonce lors de l'inauguration de la Centrale nucléaire de Saint-Laurent, l’abandon de la filière nucléaire française (graphite gaz) pour l'américaine PWR (Pressurized Water Reactor), décidée par Georges Pompidou[28].
- 17 octobre : accident nucléaire de Saint-Laurent-des-Eaux[29].
- 17 octobre : Inauguration officielle du nouveau site de l'École centrale Paris par Georges Pompidou à Châtenay-Malabry.
- 19 octobre : consécration de l'Église Saint-Joseph travailleur d'Avignon, église moderne construite de 1967 à 1969 par l'architecte français Guillaume Gillet, dans la périphérie sud de la ville[30].

### Novembre
- 7 novembre : sortie du film de Jean Aurel Les Femmes, avec Brigitte Bardot[31].

### Décembre

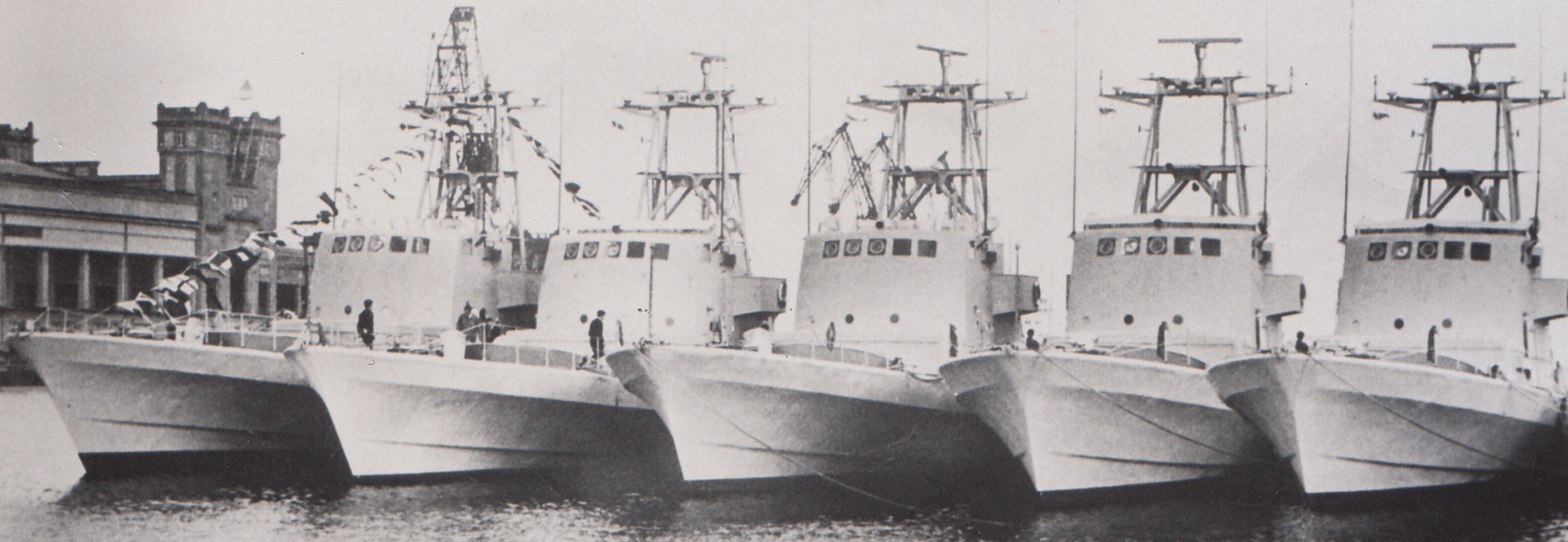
Les cinq « vedettes de Cherbourg »

- 19 décembre : tuerie du boulevard Richard-Lenoir à Paris. Dans un braquage sanglant, deux pharmaciennes sont assassinées, un client et un policier blessés. Pierre Goldman est le principal suspect[32].
- 24 décembre :
  - affaire des « vedettes de Cherbourg », subtilisées par les Israéliens dans le port normand pour échapper à l’embargo[33].
  - loi de finance n° 69-1161[34].

## Naissances en 1969
- David Douillet : judoka puis homme politique
- MC Solaar : auteur, compositeur et interprète
- Fabien Galthié : rugbyman français
- Bruno Le Maire : homme politique
- Bob Sinclar : Dj et musicien
- Nikos Aliagas : Animateur de télévision et de radio
- Jackson Richardson : Handballeur  français
- Benabar : auteur, compositeur et interprète
- Marc-Olivier Fogiel : Animateur de télévision et de radio
- Chantal Jouanno : Femme politique
- Armelle : comédienne
- Stéphane Diagana : Athlète
- Laurent Delahousse : journaliste
- Patrick Fiori : Chanteur
- Richard Virenque : Cycliste
- Benoist Apparu : Homme politique
- Bixente Lizarazu : Footballeur puis commentateur

## Décès en 1969
- Georges Catroux : général, ministre, homme politique